# Tronador-Villa Ortúzar (subte de Buenos Aires)
La estación Tronador - Villa Ortúzar forma parte de la línea B del Subte de Buenos Aires. Se encuentra localizada en el barrio de Villa Ortúzar debajo de la Avenida Triunvirato entre las calles Tronador y Estomba.
Su nombre se debe al Cerro Tronador cercano a la ciudad de San Carlos de Bariloche (provincia de Río Negro) que se encuentra cubierto por 7 glaciares (y su nombre se debe al ruido similar al de truenos producido por los frecuentes desprendimientos y caídas de seracs en sus glaciares). 
Su inauguración se realizó el sábado 9 de agosto de 2003, junto con la estación De los Incas - Parque Chas por el entonces Jefe de Gobierno Porteño, Aníbal Ibarra. El tramo que comprende las dos estaciones inauguradas tiene 1,8 kilómetros de extensión, y las obras en el mismo se iniciaron en el año 2000.  El costo del tramo inaugurado se estima en 47 millones de dólares.

## Instalaciones
Entre las comodidades que ofrece esta estación de subte, se cuentan las escaleras mecánicas y ascensores para personas con discapacidad, así como también indicaciones en sistema braille. Entre los baños, se cuentan de los comunes y de aquellos adecuados especialmente para personas con discapacidad.
La estación tiene una longitud total de 153 metros, de los cuales 128 son de andén.

## Decoración
En las paredes a nivel de la plataforma se encuentran 18 vitrales con imágenes históricas del barrio de Villa Ortúzar realizados en el taller de Roberto José Soler.

## Hitos urbanos
Se encuentran en las cercanías de esta:
- UTN: Instituto Nacional Superior del profesorado técnico
- Plaza 25 de Agosto
- Plaza Antonio Malaver

## Imágenes

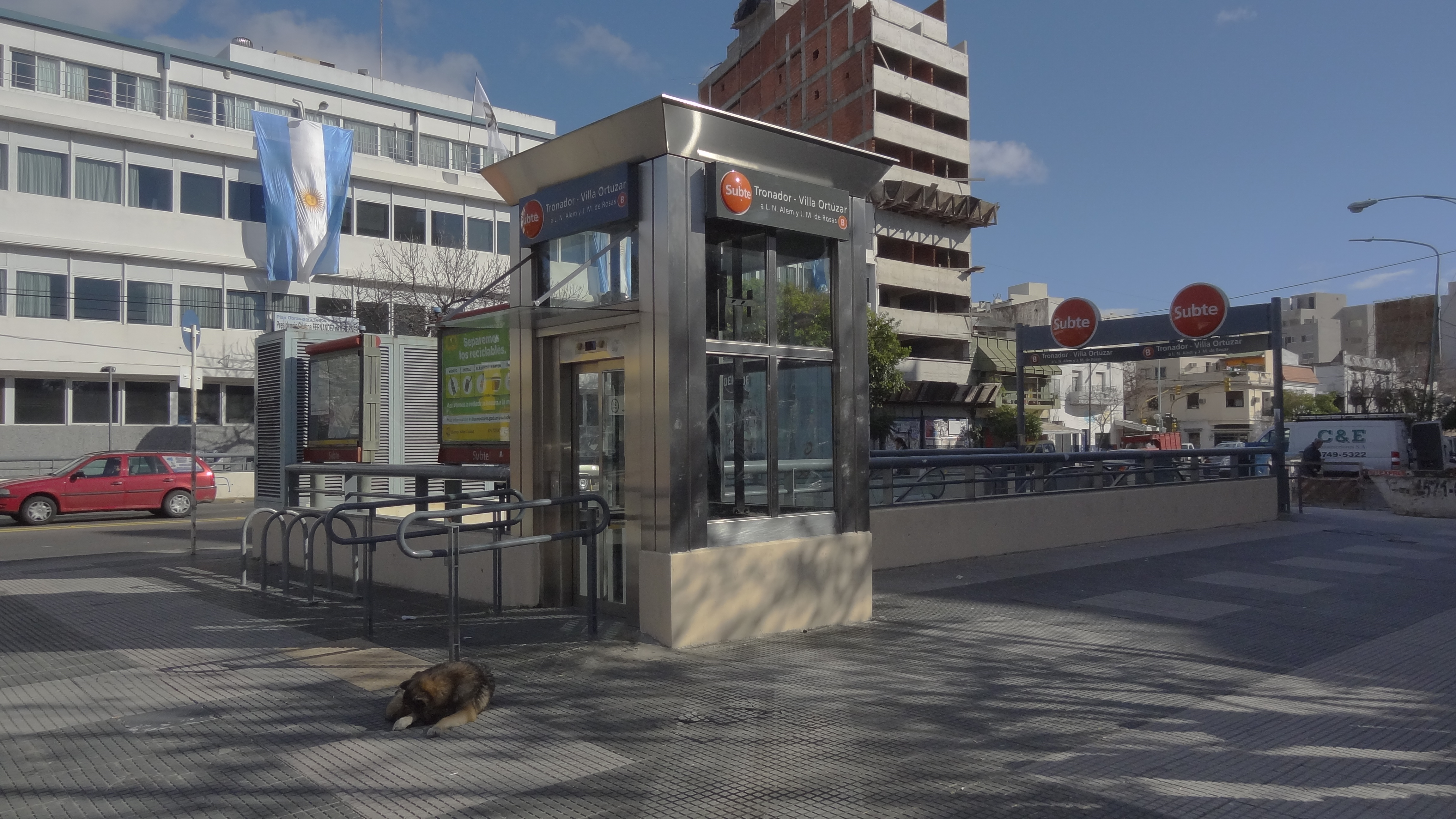
Acceso
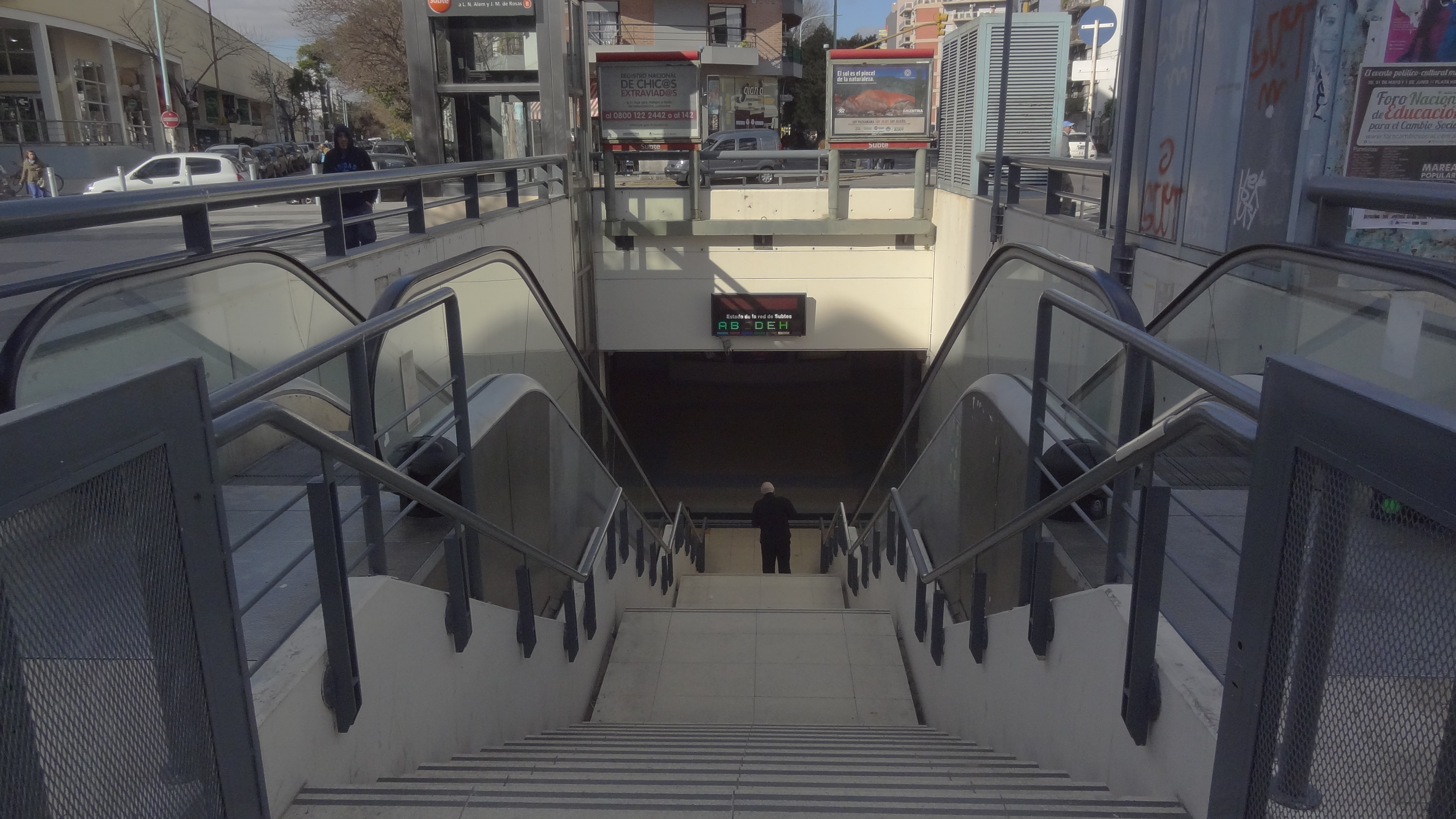
Acceso
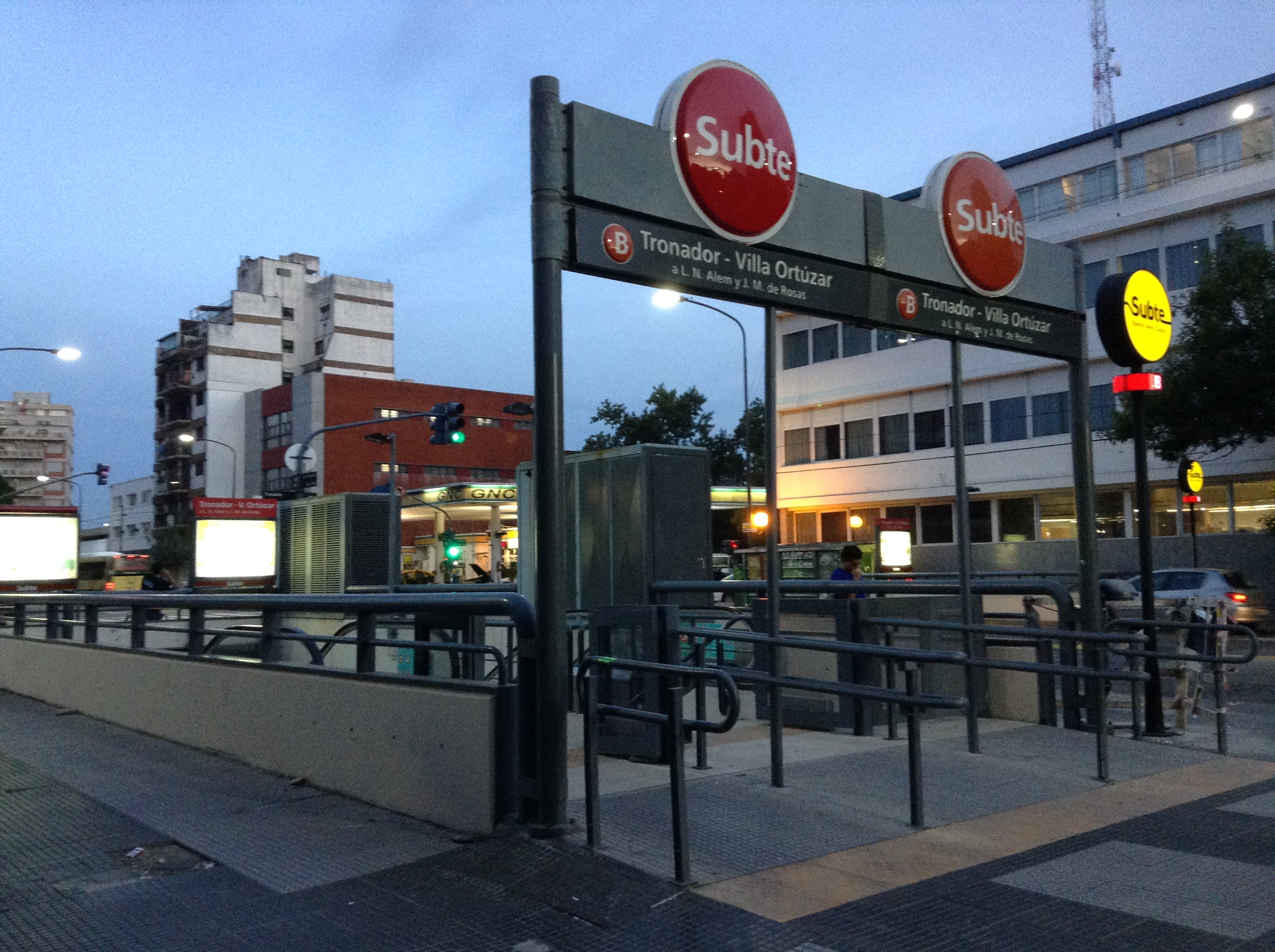
Vista desde la calle Guevara
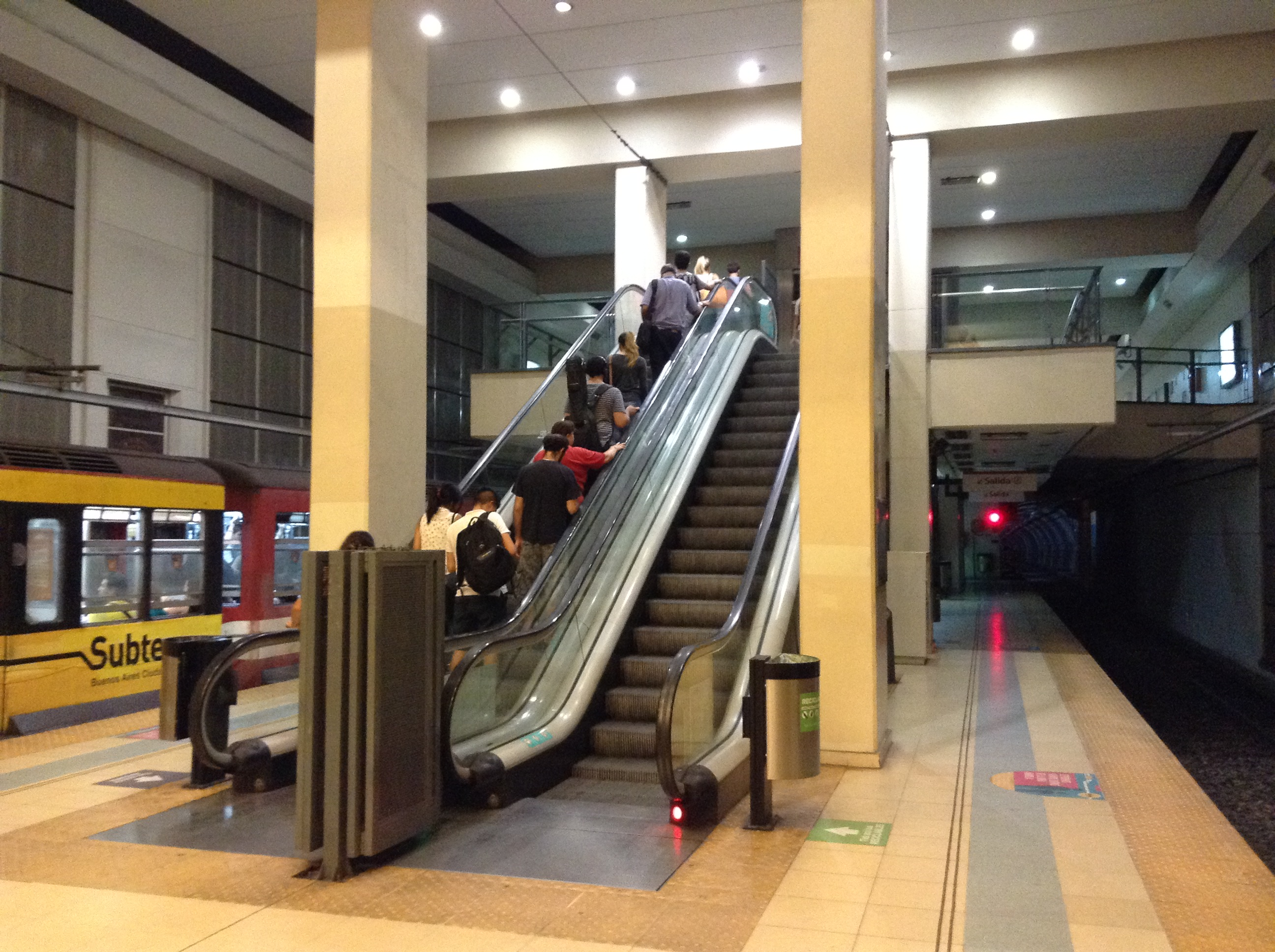
Andenes
Andenes, vista panorámica